# Mineral trioxide aggregate
Mineral Trioxide Aggregate of kortweg MTA is een vulmiddel gebruikt door tandartsen. Het wordt voornamelijk toegepast bij het behandelen van de wortel van de tand.
MTA bestaat uit:
- tricalciumsilicaat {\displaystyle {\ce {(CaO)3.SiO2}}}
- dicalciumsilicaat {\displaystyle {\ce {(CaO)2.SiO2}}}
- tricalciumaluminaat {\displaystyle {\ce {(CaO)3.Al2O3}}}
- tetracalcium-aluminoferriet
- calciumsulfaat {\displaystyle {\ce {CaSO4.2 H2O}}}
- bismut(III)oxide {\displaystyle {\ce {Bi2O3}}}